# Какмозька вузькоколійна залізниця
Какмо́зька ву́зькоколі́йна залізни́ця (рос. Какможская узкоколейная железная дорога) — вузькоколійна залізниця, що функціонувала у другій половині XX століття на території Кізнерського та Вавозького районів Удмуртії, Росія.
Дорога була своєрідною тим, що використовувалась як для перевезення торфу так і для транспортування деревини. Хоча установи були різні і підпорядковувались різним інстанціям, все ж таки керування залізницею відбувалось за участі обох підприємств. Певні ділянки слугували для загального використання, інші або для перевезення торфу, або лісу.
1942 року було створене торфопідприємство «Нюрдор-Котья». Перша ділянка залізниці була відкрита 1947 року — Нюрдор-Котья-Какмож. На станції Кокмож здійснювалось перевантаження торфу у ширококолійні вагони. У 1950-их роках був створений Какмозький ліспромгосп, який добудував залізницю далеко на південь. Ним же було засноване і селище Южно-Какмозький. За непідтвердженими даними, протягом певного періоду, Какмозька вузькоколійна залізниця була з'єднана із сусідньою Ягульською.
Певний час від Какможа до Лиштанки курсували пасажирські потяги. В селищах Какмож та Южно-Какмозький знаходились депо ліспромгоспу. Депо торфопідприємства розташовувалось на станції Центральна. 1980 року була відкрита нова лінія для перевезення торфу з Інгинського торфопідприємства. Те в свою чергу теж мало власну вузькоколійну залізницю. Обидві дороги були з'єднані, й інгинський торф почав перевантажуватись на станцію Кокмож. На початку 1990-их років видобуток торфу припинився, тоді ж припинив роботу і ліспромгосп. Станом на 1993 рік вся дорога була розібрана.